# Tim Gullikson
Tim Gullikson, właśc. Timothy Ernest Gullikson (ur. 8 września 1951 w La Crosse; zm. 3 maja 1996 w Wheaton) – amerykański tenisista i trener tenisa.

## Życie prywatne
Był bratem bliźniakiem Toma Gulliksona, który dla odmiany jest leworęczny. Dnia 20 stycznia 1995, podczas Australian Open doznał zawału, którego przyczyną był nowotwór mózgu. W lutym rozpoczął chemioterapię, a także w wyniku biopsji wykryto cztery guzy w mózgu. Dnia 3 maja 1996, w wieku czterdziestu czterech lat, zmarł w swoim domu w Wheaton.

## Kariera tenisowa
Zawodowym tenisistą Gullikson był w latach 1977–1986. W tym czasie wygrał cztery turnieje rangi ATP World Tour w grze pojedynczej i osiągnął siedem finałów. W grze podwójnej triumfował w piętnastu imprezach ATP World Tour oraz awansował do trzynastu finałów, w tym finału Wimbledonu 1983 wspólnie ze swoim bratem. W 1977 został nagrodzony nagrodą ATP w kategorii debiutanta sezonu (ATP Newcomer of the Year). Osiągnął także razem z Martiną Navrátilovą finał gry mieszanej Australian Open 1988.
W rankingu gry pojedynczej Gullikson najwyżej był na 15. miejscu (1 października 1979), a w klasyfikacji gry podwójnej na 3. pozycji (9 lipca 1979).

### Finały w turniejach wielkoszlemowych

#### Gra podwójna (0–1)
| Końcowy wynik | Nr | Data         | Turniej           | Nawierzchnia | Partner       | Przeciwnicy                | Wynik finału  |
| ------------- | -- | ------------ | ----------------- | ------------ | ------------- | -------------------------- | ------------- |
| Finalista     | 1. | 3 lipca 1983 | Wimbledon, Londyn | Trawiasta    | Tom Gullikson | Peter Fleming John McEnroe | 4:6, 3:6, 4:6 |

#### Gra mieszana (0–1)
| Końcowy wynik | Nr | Data             | Turniej                    | Nawierzchnia | Partnerka           | Przeciwnicy           | Wynik finału  |
| ------------- | -- | ---------------- | -------------------------- | ------------ | ------------------- | --------------------- | ------------- |
| Finalista     | 1. | 23 stycznia 1988 | Australian Open, Melbourne | Twarda       | Martina Navrátilová | Jana Novotná Jim Pugh | 7:5, 2:6, 4:6 |

## Kariera trenerska
Po zakończeniu zawodowej kariery pracował jako trener. W 1987 został na rok zatrudniony przez Martinę Navrátilovą. Potem pracował z Mary Joe Fernández i przez cztery lata z Aaronem Kricksteinem. Od 1992 do 1995 był szkoleniowcem Pete’a Samprasa, który w tym czasie wygrał pięć turniejów Wielkiego Szlema i osiągnął pozycję lidera rankingu ATP.